# Colleyville
Colleyville är en stad (city) i Tarrant County i Texas. Vid 2020 års folkräkning hade Colleyville 26 057 invånare.